# Legends League Cricket
La Legends League Cricket, es una liga de cricket Twenty20, que cuenta con exjugadores de críquet internacionales y está organizada por Legends League Cricket y Oman Cricket. Tres equipos de cricket participaron en este campeonato, representando a la India, el resto de Asia y el resto del mundo.

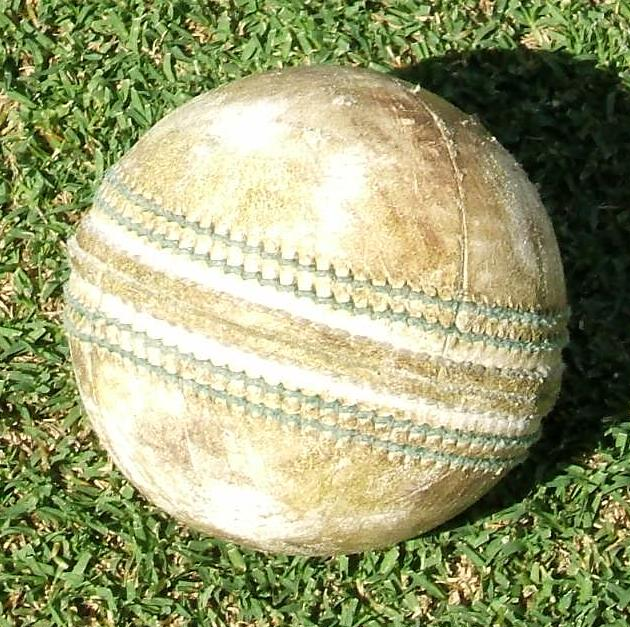
Una pelota de críquet blanca.

## Trayectoria y alcance
The Legends League Cricket comenzó el 20 de enero de 2022. Su primera temporada ha obtenido un alcance global de 703 millones de espectadores en todo el mundo, a través de la televisión, medios digitales, redes sociales y otras plataformas de medios. Muscat Media Group (MMG) fue el patrocinador oficial del torneo. El veterano actor indio Amitabh Bachchan, y Jhulan Goswami se unieron a Howzat Legends League Cricket como embajadores. El exentrenador en jefe de India, Ravi Shastri es su comisionado.

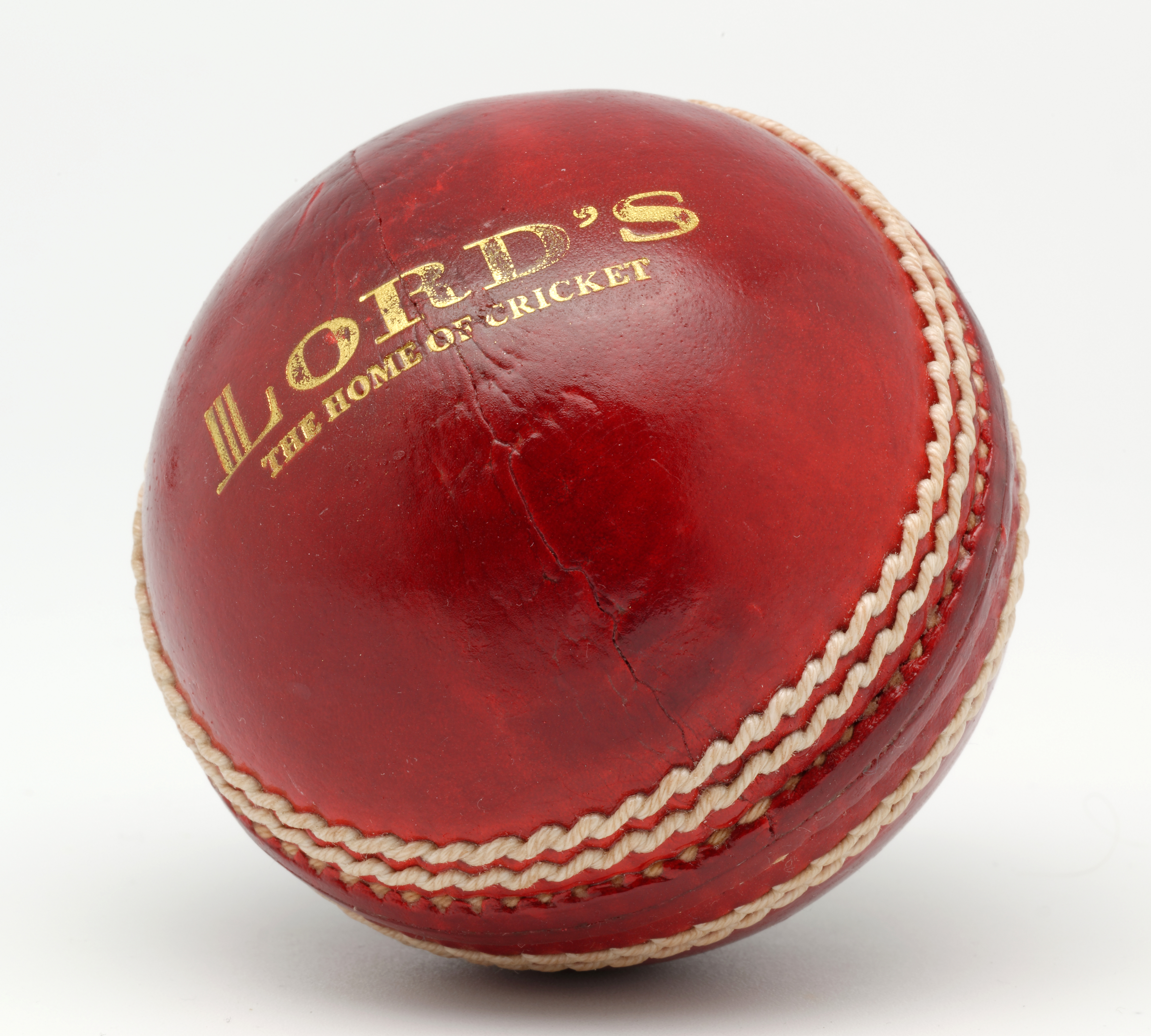
Una pelota de críquet roja.

En la primera temporada han participado 54 exjugadores de cricket de Pakistán, India, Sri Lanka, Australia, Inglaterra, entre otras naciones, agrupados en 3 equipos que representan a India, Asia y el resto del mundo.